# Walther Rathenau
Walther Rathenau (Berlijn, 29 september 1867 – aldaar, 24 juni 1922) was een Duits industrieel, politicus, publicist en schrijver. In 1922 was hij korte tijd minister van Buitenlandse Zaken, voor hij vermoord werd door aanhangers van extreemrechts.

## Industriële loopbaan
Rathenau werd geboren als zoon van Emil Rathenau, een prominente Joodse zakenman en stichter van de Allgemeine Elektricitäts-Gesellschaft (AEG), fabrikant van elektrische en elektronische onderdelen en apparaten. Hij studeerde natuurkunde, scheikunde en filosofie in Berlijn en Straatsburg en werkte een tijdje als ingenieur vooraleer hij in 1899 deel ging uitmaken van het bestuur van AEG. Zo werd hij een belangrijk industrieel in het late Duitse Keizerrijk en de vroege Weimarrepubliek. Men vermoedt dat Rathenau de inspiratie vormde voor de figuur van de Duitse industrieel Paul Arnheim in de roman De man zonder eigenschappen van Robert Musil.

## Politieke carrière
Rathenau was een belangrijk voorstander van een politiek van assimilatie voor Duitse joden: hij stelde dat joden zowel het zionisme als het socialisme moesten afwijzen, en zich integendeel moesten integreren in de Duitse samenleving. Dit zou, volgens hem, uiteindelijk leiden tot het verdwijnen van het antisemitisme.
Zijn rijke joodse erfenis en zijn politieke engagement en beslissingen wekten weerzin op bij extreemrechts, wat uiteindelijk zou leiden tot zijn dood in 1922.
In de aanloop naar de Eerste Wereldoorlog waarschuwde Rathenau voor een conflict dat vele jaren zou duren en enorm veel slachtoffers en schade zou maken. Maar eens de beginfase voorbij, gaf hij zijn anti-oorlogspositie op en werd hij een havik. Hij was de organisatorische kracht achter de zeer effectieve Kriegsrohstoffabteiling (KRA), de afdeling voor grondstoffen van het ministerie van Oorlog, en bekleedde er hoge posities. Daarnaast werd hij hoofd van AEG na zijn vaders overlijden in 1915. Hij wist de economie van Duitsland naar een oorlogsmodel om te vormen en stelde het land op die manier in staat om de oorlog gedurende vier jaren te blijven voeren, ondanks het acute gebrek aan werkkrachten en grondstoffen. Hij steunde in 1916 het Hindenburgprogramma van totale mobilisering en stelde de deportatie van 700.000 Belgen voor, waardoor hij achteraf in België als oorlogsmisdadiger werd beschouwd. In oktober 1918 behoorde hij tot degenen die erkenning van het verlies afwezen en een Endkampf wilden.
Na de oorlog werd Rathenau, politiek gezien een gematigd liberaal, zij het ook een fel nationalist, een van de oprichters van de Deutsche Demokratische Partei (DDP). Hij verwierp het socialistische gedachtegoed dat Duitsland overspoelde na de schok van de nederlaag en de daaropvolgende Novemberrevolutie. Daarbij toonde hij zich een tegenstander van nationalisering van de industrie en pleitte hij voor meer arbeidersparticipatie in het bedrijfsmanagement. Zijn ideeën waren invloedrijk bij naoorlogse regeringen.
In 1921 werd Rathenau benoemd tot minister van Wederopbouw en op 1 februari 1922 werd hij minister van Buitenlandse Zaken. Zijn vastberadenheid om Duitsland de verplichtingen van het Verdrag van Versailles te doen nakomen, terwijl hij tegelijkertijd aan een herziening van de bepalingen werkte, zette kwaad bloed bij Duitse nationalisten. Hij joeg hen ook tegen zich in het harnas door de onderhandeling van het Verdrag van Rapallo met de jonge Sovjet-Unie, waardoor Duitsland als eerste deze nieuwe staat de jure erkende en Duitsland afstand deed van alle Duitse eigendommen in de Sovjet-Unie (dat aan nationalisatie onderworpen werd). De leiders van de (dan nog obscure) nazipartij en andere rechtse elementen beweerden dat hij deel uitmaakte van een "joods-communistische samenzwering."

## Moord
Op 24 juni 1922 werd Walther Rathenau vermoord door de extreemrechtse officieren Erwin Kern en Hermann Fischer, die banden hadden met de Organisation Consul, een rechtsextreme ondergrondse organisatie. Die ochtend, tijdens Rathenaus dagelijkse rit van zijn huis naar de Wilhelmstraße, werd zijn auto ingehaald door een andere wagen waarin drie gewapende jonge mannen zaten. Een van hen beschoot de minister met een MP18 machinepistool, een andere gooide nog een handgranaat in de wagen. Daarna reden ze snel weg. De chauffeur van Rathenau maakte rechtsomkeert, maar de minister overleed aan zijn verwondingen nog voor ze zijn huis opnieuw bereikten. Een gedenksteen in de Königsallee in Berlin-Grunewald herdenkt de moord. Een van de medeplichtigen was de latere auteur Ernst von Salomon. Hij regelde de auto maar was zelf niet aanwezig. Hij kreeg vijf jaar gevangenisstraf.
De moord op Walther Rathenau heeft de politieke en economische langetermijnontwikkeling van Europa mogelijk aanzienlijk beïnvloed. Het was in elk geval een vroeg teken van de instabiliteit en het geweld die uiteindelijk de Weimarrepubliek zouden vernietigen. Bij zijn begrafenis op 27 juni trokken honderdduizenden arbeiders door verschillende Duitse steden.

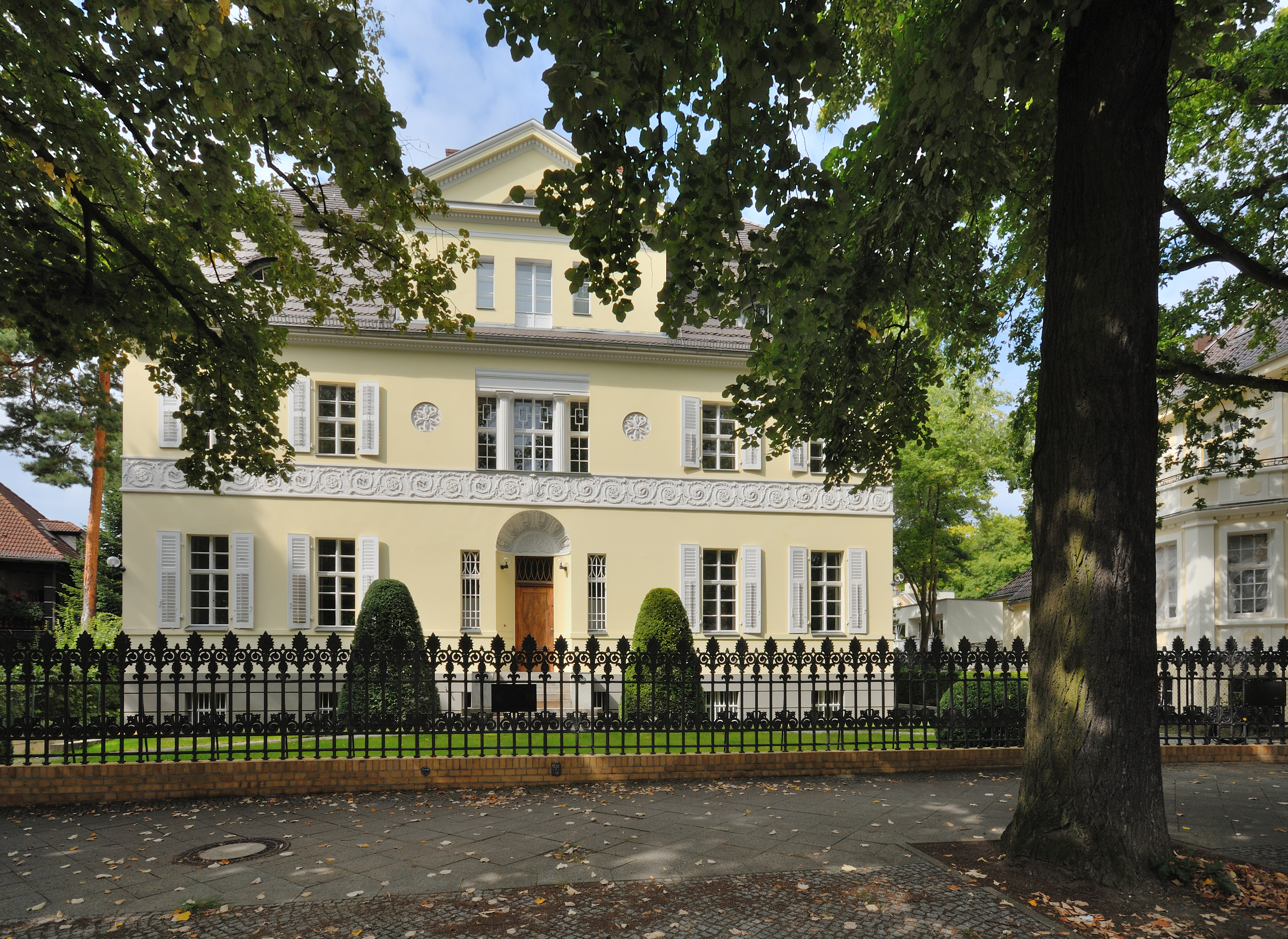
De villa van Rathenau aan de Koenigsallee 65, Berlin-Grunewald
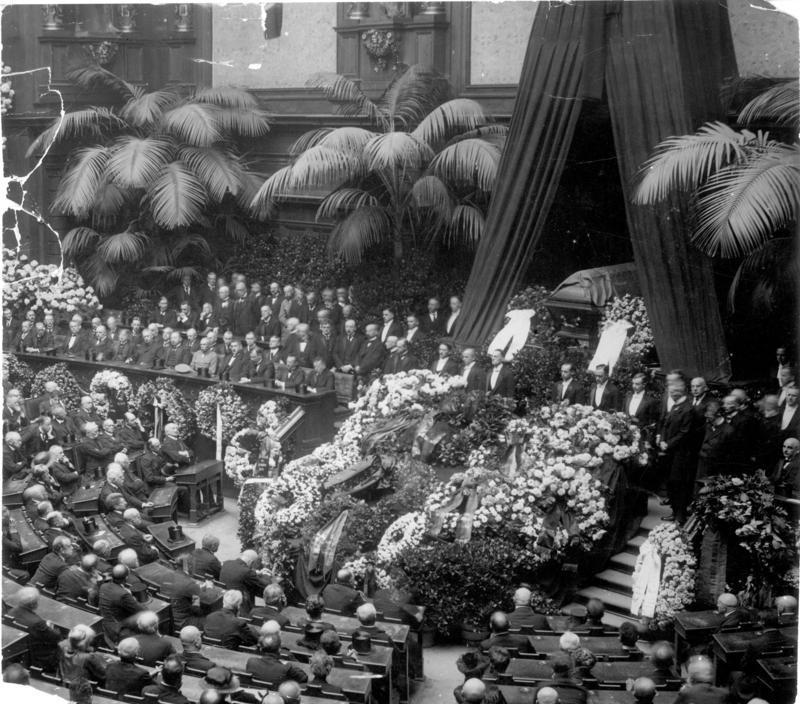
Staatsbegrafenis van Rathenau
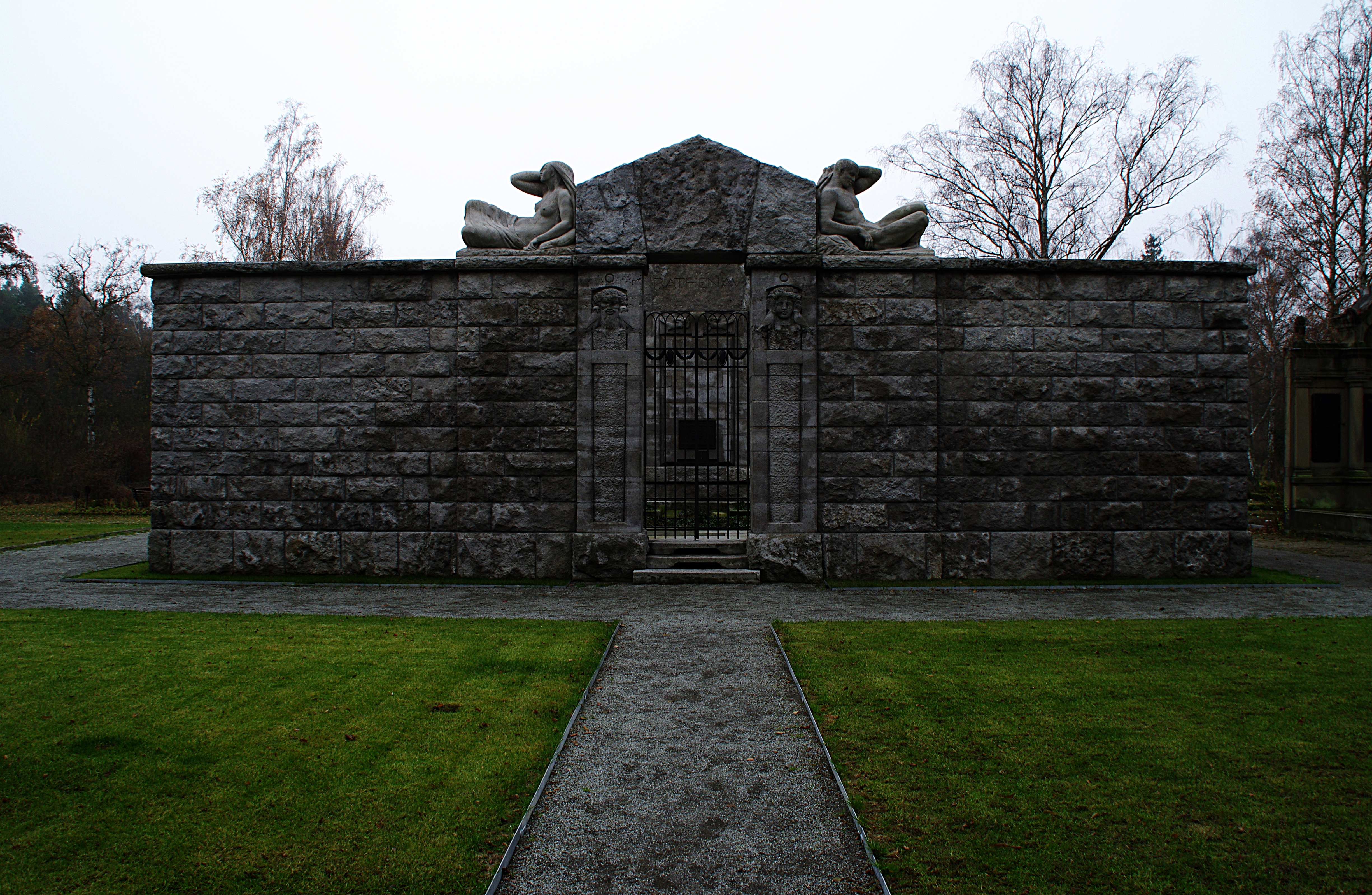
Erebegraafplaats van Rathenau op het Waldfriedhof Oberschöneweide

## Werken
- 1908 Reflektionen
- 1912 Zur Kritik der Zeit
- 1913 Zur Mechanik des Geistes
- 1917 Von kommenden Dingen
- 1918 An Deutschlands Jugend
- 1919 Die neue Gesellschaft
- 1919 Der neue Staat
- 1919 Der Kaiser
- 1919 Kritik der dreifachen Revolution
- 1920 Was wird werden (een utopische roman)
- Gesammelte Schriften in 6 delen
- 1924 Gesammelte Reden
- 1926 Briefe, 2 delen
- 1927 Neue Briefe
- 1929 Politische Briefe

## Voetnoten
1. ↑  Patrick Dassen, De Weimarrepubliek, 1918-1933. Over de kwetsbaarheid van de democratie, 2021, p. 171

- Base de données des élites suisses: 50768
- Bibsys: 90110496
- Biblioteca Nacional de Chile: 000065643
- Biblioteca Nacional de España: XX1410839
- Bibliothèque nationale de France: cb12028793j (data)
- Catàleg d'autoritats de noms i títols de Catalunya: 981058617010806706
- CiNii: DA00312193
- Digitale Bibliotheek voor de Nederlandse Letteren: rath006
- Gemeinsame Normdatei: 118598430
- International Standard Name Identifier: 0000 0001 2095 933X
- Library of Congress Control Number: n79084127
- Nationale Bibliotheek van Letland: 000229713
- Bibliotheek van het Japanse parlement: 00550880
- Nationale Bibliotheek van Tsjechië: jn19990006845
- Nationale bibliotheek van Australië: 35789675
- Nationale Bibliotheek van Israël: 987007267083705171
- Nationale Bibliotheek van Polen: a0000002046582
- Nederlandse Thesaurus van Auteursnamen: 068474458
- Réseau des bibliothèques de Suisse occidentale: 02-A003728572
- RKD-Nederlands Instituut voor Kunstgeschiedenis: 229309
- LIBRIS: 212962
- SNAC: w6cv5mgg
- Système universitaire de documentation: 02845605X
- Trove: 1088797
- Virtual International Authority File: 36932567
- WorldCat: E39PBJfH4pwTxvXjVgR3Mc7T73